# بايليولفال
بايليولفال (بالفرنسية: Bailleulval)‏ هي بلدية تقع في إقليم باد كاليه من منطقة نور با دو كاليه في شمال فرنسا. تبلغ مساحة هذه المدينة 5.41 (كم²)، وترتفع عن سطح البحر 125 م، يبلغ عدد سكانها 274 نسمة حسب إحصاء المعهد الوطني للإحصاء والدراسات الاقتصادية سنة 2009 م. وترأس Jacques Carpentier البلدية خلال فترة (2008-2014).